# Veterans FC
Veterans FC is een voetbalclub uit Thimphu, Bhutan.
Dit seizoen promoveerde de club naar de A-Divisie door als eerste te eindigen in de promotie/degradatiepoule. De ploeg speelt in het Changlimithang-stadion.

## Erelijst
- B-Divisie
  - Winnaar (2): 2003, 2007

BFF Academy U-19 · Paro FC · Phuentsholing United · Royal Thimphu College FC · Tensung · Thimphu City · Transport United · Tsirang FC